# Deqing (Zhaoqing)
Deqing (ⓘ en chino, 德清县; pinyin, Déqīng xiàn) es un condado bajo la administración directa de la ciudad-prefectura de Zhaoqing. Se ubica al este de la provincia de Cantón, en el sur de la República Popular China. Su área es de 2002 km² y su población total para 2018 fue más de 350 mil habitantes.

## Administración
El condado urbano de Deqing se divide en 13 pueblos que se administran en 1 subdistrito y 12 poblados.